# Argenté de Champagne
Vous lisez un « bon article » labellisé en 2010.
L'Argenté de Champagne est une race de lapin domestique reconnaissable à ses poils noirs et blancs qui lui donnent un aspect métallique argenté. Cette teinte apparaît vers l'âge de trois mois.
Cette race très ancienne doit en grande partie son essor au coloris particulier de sa robe, qui en a fait un lapin très recherché par les tanneries. C'est ainsi qu'elle se développe autour de la ville de Troyes à la fin du XIXe et au début du XXe siècle afin d'approvisionner le marché de la fourrure.
Aujourd'hui, ce marché n'est plus lucratif, et la race s'est reconvertie dans la production de viande. Peu adaptée aux méthodes d'élevage intensives modernes, elle a vu ses effectifs fortement diminuer, avant de se stabiliser ces dernières années. On compte aujourd'hui environ 3 000 lapins en France, ainsi que des cheptels de bonne taille en Suisse, en Belgique et en Allemagne, et bien que la race fasse aujourd'hui l'objet d'un programme de conservation, elle ne semble pas en danger à court terme.

## Origine

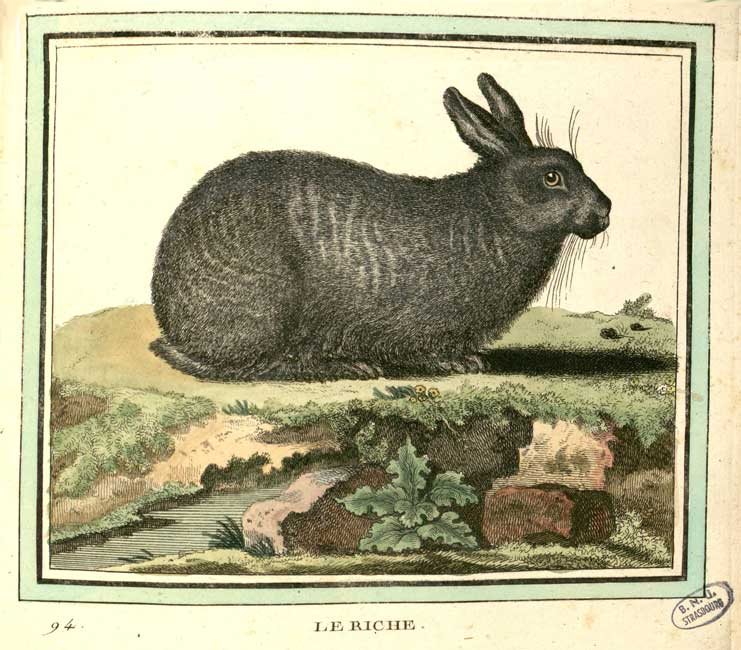
Représentation d'un lapin riche, race à l'origine de tous les lapins argentés.

L'argenté de Champagne a des origines très anciennes. En effet, l'existence de lapins au pelage argenté est mentionnée dès le XVIIe siècle. On associe souvent cette argenture avec le lapin riche, race très ancienne qui semble être à l'origine de l'argenté de Champagne. La sélection de ce lapin a en effet vraisemblablement conduit à la création de l'argenté anglais, intéressant par les différentes nuances de pelage qu'il peut prendre, et de l'argenté de Champagne. Le terme d'argenté de Champagne serait apparu pour la première fois dans un écrit d'économie rurale au XVIIIe siècle

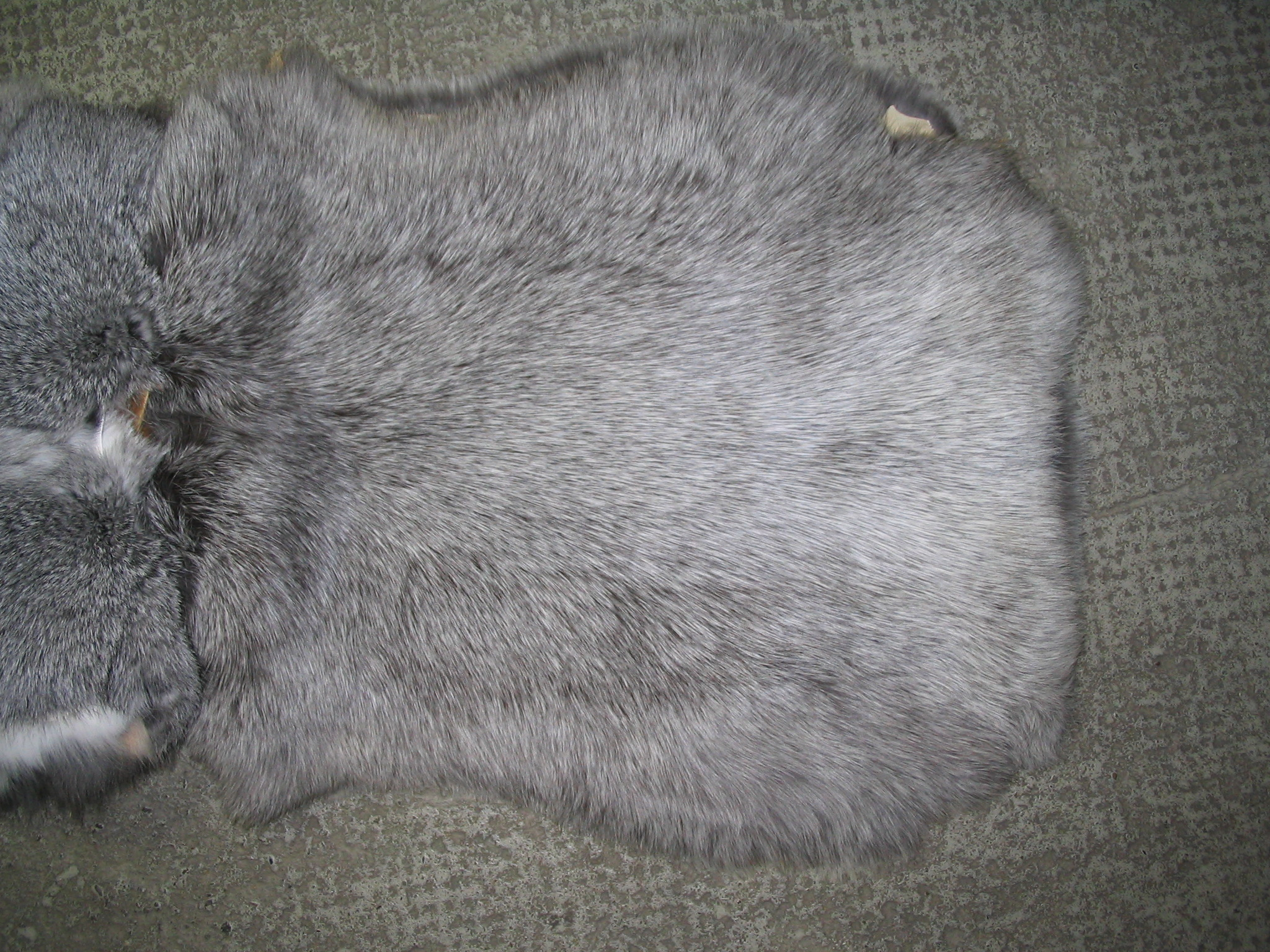
Le lapin argenté de Champagne a longtemps dû son essor à sa fourrure.

La race prend réellement son essor dans la seconde partie du XIXe siècle. Son élevage se développe alors dans la région de Troyes. Les nombreuses tanneries installées dans cette région permettent aux éleveurs de valoriser les peaux aussi bien que la viande. Les peaux sont à cette époque particulièrement recherchées du fait de leur argenture, et font l'objet d'un marché lucratif. La race est d'ailleurs à l'époque très liée au marché de la fourrure. Ainsi, vers 1870, la chute des cours liée à des surproductions répétitives engendre une diminution du nombre d'éleveurs, avant une nouvelle ère florissante à partir de 1895 et au début du XXe siècle. La race est officiellement reconnue en France en 1900.
L'élevage a fortement décliné dans la seconde partie du XXe siècle, mis à mal par les méthodes de production intensives qui se sont largement développées. L'argenté de Champagne se montre en effet inadapté à ce type de production, ses pattes n'offrant pas une portance suffisante par rapport à son poids, ce qui l'expose à divers maux si on le fait vivre sur grillage. Toutefois, ses nombreuses qualités ont conduit à son utilisation dans certains schémas génétiques par des producteurs d'hybrides. Aujourd'hui on compte environ3 000 reproducteurs répartis dans 490 élevages. Ces chiffres en augmentation offrent de bons espoirs quant au maintien de la race.

## Description

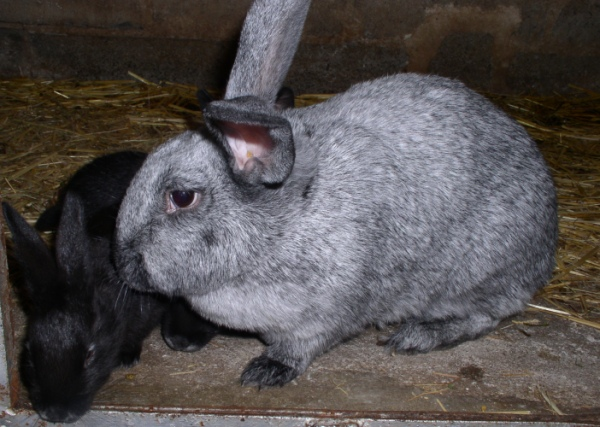
Lapine argenté de Champagne avec son petit qui n'a pas encore développé la coloration grise.

L'argenté de Champagne a un corps arqué, bien arrondi. Sa tête concave surmonte un cou presque imperceptible, et porte deux oreilles de longueur moyenne (12,5 à 15 cm) et formant un V. Seule la femelle porte un léger fanon, et les yeux sont bruns. Les pattes sont assez courtes et robustes. La couleur argentée caractéristique de ce lapin est due à la présence plus ou moins importante de poils ayant la pointe décolorée. Cette décoloration n'est pas visible pendant les premiers mois de vie, les lapereaux naissant tout noir, et apparaît progressivement à partir du 3e mois. Les poils de trois centimètres de long forment une fourrure dense et de bonne tenue, avec un sous-poil particulièrement épais. On veille généralement à ce que l'argenture soit répartie de manière homogène sur tout le corps. La base des poils est de couleur bleu ardoise uniforme.
L'argenté de Champagne est un lapin de taille moyenne, qui pèse généralement entre 4 et 5,5 kg à l'âge adulte.

### Grille de notation
Le barème de points utilisé en concours est le suivant :
- aspect général : 20 points ;
- poids : 10 points ;
- fourrure : 20 points ;
- argenture et répartition des pointes noires :15 points ;
- couleur et uniformité : 15 points ;
- sous-couleur : 15 points ;
- présentation et soins : 5 points.

TOTAL : 100 points

## Aptitudes
Autrefois, l'argenté de Champagne était élevé pour sa fourrure dont la couleur argentée était très appréciée. Elle n'est plus du tout exploitée aujourd'hui, et ce lapin s'est reconverti dans la production de viande. Il possède pour cela de bonnes aptitudes, avec un rendement des carcasses pouvant atteindre 62 %, et une viande fine de qualité. Même s'il n'a pas la croissance des races géantes, il compense par une bonne prolificité (en moyenne 8 lapereaux par portée, avec souvent un mort-né). Les lapins peuvent être mis à la reproduction à partir de sept ou huit mois. C'est une race docile, qui peut également être élevée comme animal de compagnie.

## Sélection

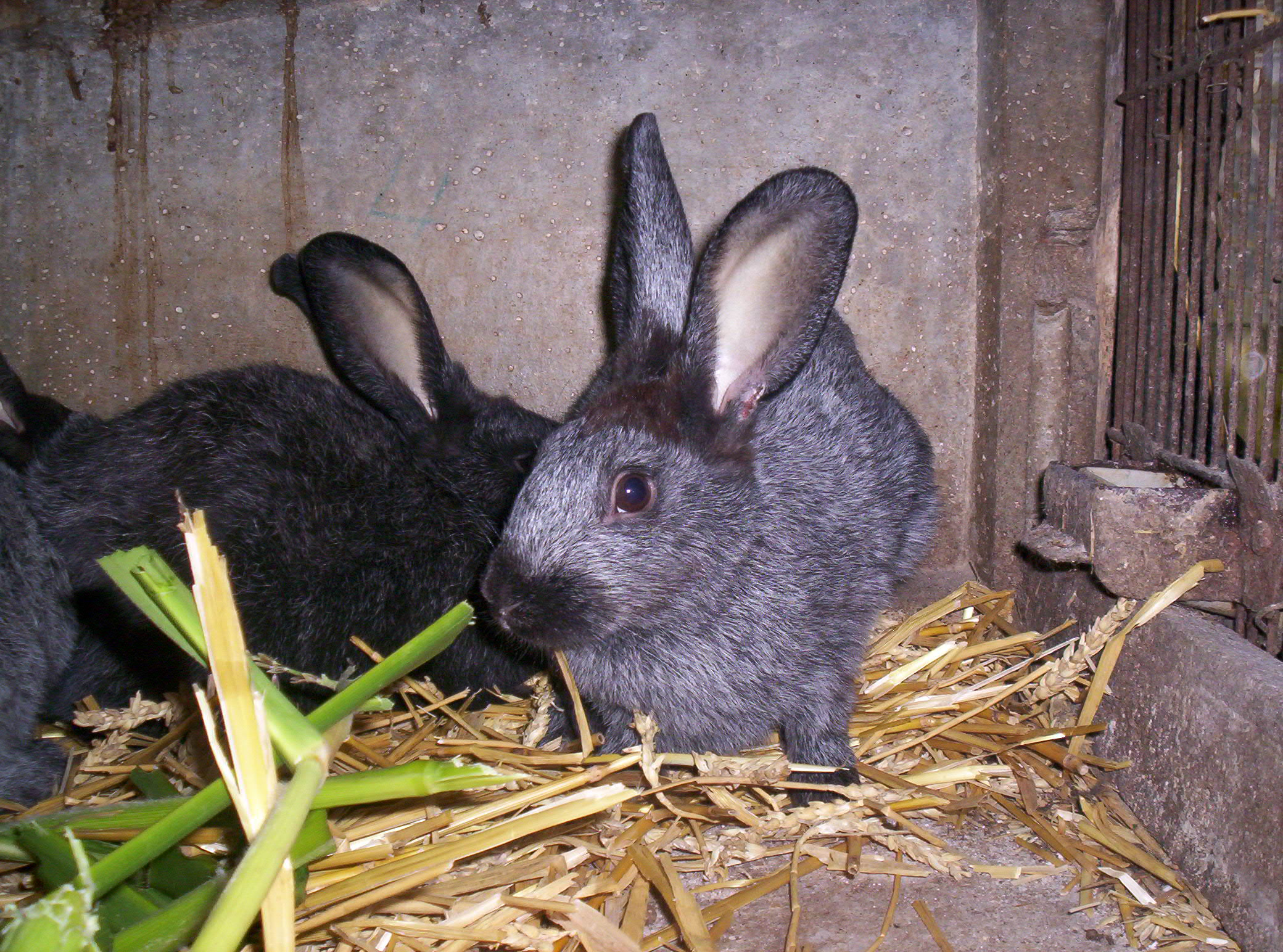
Jeunes lapins argentés de Champagne.

L'argenté de Champagne a fait très tôt l'objet d'une sélection assez poussée, notamment vis-à-vis de sa couleur. Dès la fin du XIXe siècle, on cherche par la sélection à obtenir des sujets à l'argenture homogène, et totalement dépourvus de taches, un défaut courant à l'époque. L'objectif visé est d'avoir des peaux se rapprochant le plus possible des demandes des tanneries, et de les vendre au prix fort.
Aujourd'hui la race fait l'objet d'un programme de conservation mené par l'INRA et la Fédération française de cuniculture dans le cadre du projet de conservation des ressources génétiques RESGEN. Ainsi, des embryons et de la semence d'Argenté de Champagne sont conservés congelés.

## Répartition
La race est originaire de Champagne, où elle est encore aujourd'hui bien présente. Elle s'est beaucoup développée aux alentours de la ville de Troyes qui entretenait autrefois un commerce florissant avec les fourrures très recherchées de ces lapins. On la trouve maintenant un peu partout en France, bien que plus présente dans la partie Est du pays.
La race est également appréciée à l'étranger. Ainsi, l'Allemagne a importé dès le début du XXe siècle des argentés de Champagne, qui forment aujourd'hui une population connue sous le nom de « grand argenté clair », plus trapu et plus clair que son homologue français et qui fait l'objet d'un élevage de portée internationale. La Suisse possède également un cheptel d'argenté de Champagne, tout comme la Belgique où celui-ci a pris le nom d'« argenté belge » mais reste très proche de la race française. On retrouve dans de moindres proportions des argentés de Champagne en Angleterre et aux États-Unis.